# Nadie nos para
Nadie nos para es un programa de radio conducido por Beto Casella, que se emite en Rock and Pop de lunes a viernes de 9 a 13 hs. (HOA) desde el 2022 en reemplazo de Bien levantado, audición que pasó por varias radios reconocidas desde el 2005 hasta el 2021.

## Historia
El programa Bien levantado empezó en 2005 en radio Mega 98.3, por aquel entonces del Grupo Infobae, siendo en un principio un espacio donde se comentaba la actualidad de manera irónica. Debido a su creciente éxito, Casella es llevado en 2009 a POP Radio 101.5, FM principal del grupo.
El formato de Bien levantado en POP fue de interés cultural, fútbol y humor. El programa se caracterizó por su variedad de temas, su contenido humorístico, imitaciones de personajes muy conocidos, bromas telefónicas, radioteatro de situaciones cotidianas, secciones con invitados, musicalización con "mashups" e innumerables audios cortos extraídos de la TV argentina. Esto hizo de Bien levantado la audición más escuchada del dial FM entre 2010 y 2016, siendo superado desde 2017 por El club del Moro en La 100.
Casella deja POP Radio a fines del 2017 debido a una serie de desencuentros con el Grupo Indalo (dueño de la broadcasting desde 2012) tanto por temas de línea editorial como por asuntos económicos, por lo que recala en Rock & Pop 95.9 a partir del 2018. A partir de entonces el formato empezó a variar, empezando a tomar mayor relevancia los columnistas en desmedro del humor, por lo que, luego de un intervalo en LS4 Radio Continental entre 2020 y 2021, Casella decide cambiar el ciclo por uno nuevo denominado Nadie nos para.

## Formato
En la actualidad, el programa consta de las siguientes secciones:
- La arenga de Beto: Cada emisión (salvo excepciones) comienza con Casella dando una charla motivacional a sus oyentes.
- El horóscopo: Joe Fernández realiza listados de situaciones y atributos personales en torno a los signos del zodíaco.
- Notas del espectáculo: Enzo Aguilar ofrece la lista de los programas más vistos de la TV argentina además de un resumen de polémicas.
- Anecdotario futbolero: Eduardo Bolaños cuenta datos históricos del fútbol argentino.
- Actualidad y tendencias: Noe Corral y Matu Paluch ofrecen los temas de interés. El enfoque de Corral es noticioso y el de Paluch tiende más a las redes.
- Consultorio psicológico: Los lunes y jueves el Dr. Gabriel Cartañá atiende casos de diversa índole.
- Puigipedia: Los martes y viernes el crítico de cine Alexis Puig presenta los principales estrenos en salas y streaming.
- La logia del buen gusto: Los miércoles el periodista Martin Wullich da charlas de etiqueta y urbanidad.
- Viernes "neo-marica": Segmento donde se enumeran los hábitos de moda en los barrios cool de Buenos Aires.
- Humor: En la actualidad consiste en interacciones con una inteligencia artificial, así como versiones IA de distintas personalidades como Marcelo Longobardi, Eduardo Feinmann y Martín Ciccioli (speaker de ¿Quién paga la fiesta?). Después de las columnas de cine, aparece "El espoileador", personaje que relata películas subidas de tono con un estilo muy particular.

## Integrantes

### Formación actual
- Beto Casella (2005-presente)
- Joe Fernández (2024-presente)
- Enzo Aguilar (2023-presente)
- Martina Paluch (2025-presente)
- Noelia Corral (2021-presente)
- Eduardo Bolaños (2024-presente)

### Integrantes anteriores
- Carina Deferrari (2005-2009)
- Carmela Bárbaro (2005-2009)
- Andrés Klipphan (2005-2011)
- Osvaldo Guerra (2009-2014) †
- Carolina Wyler (2009-2017)
- Gastón Recondo (2010-2016)
- Hector Gallo (2016-2017)
- Antonella Valderrey (2016-2017)
- Elio Rossi (2018-2019)
- "Alacrán" (2005-2019)
- Lucho Albela (2005-2019)
- Fernanda Carbonell (2016-2019)
- Flor Ghio (2020)
- Daniel López (2020)
- Lola Cordero (2005-2021)
- Gustavo Medina (2020-2021)
- Hugo Lamadrid (2021-2024)
- Milton Ré (2017-2024)
- Romina Scalora (2022-2024)

### Columnistas
- Martin Wullich (Logia del Buen Gusto)
- Gabriel Cartañá (Psicólogo)
- Alexis Puig (Cineasta)
- Gustavo Liberato (Automotores Liberato)
- Pipo Cipolatti (Palabra del Monseñor Faccini, Alterados por Paenza)
- Mariano Gorodisch (Economista Rata)
- Damián Siano (Kinesiólogo)

### Imitadores
- Pato Benegas (2009-2020):

Claudio María Domínguez, Silvio Soldán, Baby Etchecopar, Beto Casella, Cacho Castaña, Jorge Corona
- Milton Ré (2017-2024):

Fernando Niembro, Mariano Closs, Lionel Messi, Mauricio Macri, Hugo Moyano, Sergio Massa, Chiche Gelblung, Marcelo Bonelli, Papa Francisco, Guillermo Coppola, Christian Petersen, Oscar Ruggeri, Luis Majul, Jonatan Viale, Luis Ventura, Esteban Trebucq, Eduardo Feinmann, Alberto Fernández, Guillermo Francella, Juan Román Riquelme, Juan Schiaretti, Alejandro Fantino, Santiago Del Moro

### Personajes
- Bartolo, anciano lujurioso (Alfonso Grispino)
- Gloria Álzaga Unzué, señora de ultraderecha

## Premios y nominaciones
Nadie nos para ha ganado tres Martín Fierro de Radio: En la edición 2022/23 ganó como Mejor Programa Periodístico Matutino Diario FM y Beto Casella fue nominado como Mejor Conductor Masculino FM (perdiendo ante Santiago del Moro). En la edición 2024 la audición fue galardonada como Mejor Programa de Interés General FM y también ganó el Martín Fierro de Oro FM.
En la época de Bien levantado, Casella fue nominado al Martín Fierro de Radio 2015 por Mejor Conducción Masculina, perdiendo ante Héctor Larrea.

## Emisoras

### Bien levantado
- Mega 98.3 (2005-2008)
- Pop Radio 101.5 (2009-2017)
- Rock & Pop (2018-2019)
- Radio Continental (2020-2021)